# Сирта (Сондрио)
Сирта је насеље у Италији у округу Сондрио, региону Ломбардија.
Према процени из 2011. у насељу је живело 438 становника. Насеље се налази на надморској висини од 269 м.